# Los Crudos
Los Crudos és una banda de música anarkopunk fundada a Chicago, activa entre 1991 i 1998, i tocant ocasionalment des de 2006. Formada per membres d'origen llatinoamericà, el grup va obrir camí per a les bandes posteriors de punk hispanoparlants als Estats Units d'Amèrica. Les seues lletres versen sobre els problemes que afecten Amèrica Llatina i la comunitat llatina, com l'imperialisme estatunidenc, el racisme, la xenofòbia i la desigualtat econòmica. Ha estat descrits com «un dels millors grups de punk de la dècada del 1990 i un dels millors grups de hardcore de tots els temps». Paul Kennedy els ha considerat «molt populars en les escenes crusty, emo i straight edge a Amèrica del Nord».

## Història
Los Crudos es va formar el 1991 pel vocalista Martin Sorrondeguy i el guitarrista José Casas, que s'han mantingut malgrat els canvis de formació constants de la banda. Totes les lletres van ser escrites en castellà, a excepció de «We're that spic band», escrita en resposta a un espectador que els va anomenar spic band, terme despectiu per a referir-se als latinos. Totes les seves lletres són explícitament polítiques, al·ludint als problemes de classe, la brutalitat policial, l'homofòbia i el racisme, especialment pel que fa a la propaganda electoral contra la immigració a Califòrnia. Als concerts, Sorrondeguy solia explicar extensament el significat de les lletres entre cançó i cançó. La música era sorollosa, ràpida i energètica, amb tres acords o menys. «We are that spic band» i «Assassins» (sobre els joves desapareguts a les dictadures militars llatinoamericanes) són les seves cançons més recordades.
Els primers concerts van ser a Pilsen, el barri llatí on els membres viuen. Segons Sorrondeguy, «una de les principals raons per a cantar en castellà va ser comunicar-se directament amb els joves del nostre veïnat». A Pilsen, la banda també va col·laborar amb organitzacions comunitàries com Project Vida, dedicada a la prevenció de la sida, i Project Hablo, en contra de la violència domèstica. Los Crudos es basen en l'ètica fes-ho tu mateix en l'organització dels seus enregistraments, concerts, gires i marxandatge serigrafiat.
El darrer concert de Los Crudos va ser l'octubre del 1998, al barri que els va veure néixer. Després de la separació, Sorrondeguy va formar la banda queercore Limp Wrist, i va produir un documental sobre l'escena musical: Beyond The Screams: A U.S. Llatino Hardcore Punk Documentary. També ha format part de bandes com Harto i Tragatelo, el guitarrista Casas va continuar a la banda punk I Attack, i el bateria Ebro va esdevenir cantant de Punch in the Face.

## Discografia
- Viviendo Asperamente (compartit amb Spitboy, Ebullition Records, 1995)
- Canciones Para Liberar Nuestras Fronteras (Lengua Armada, 1996)
- 1991–1995 Los Primeros Gritos (Lengua Armada, 1997)
- Split (compartit amb Reversal of Man, Ebullition Records, 2001)